# 윤지온
윤지온(1990년 5월 19일 ~ )는 대한민국의 배우이다.
2013년 연극 배우로 데뷔했다.

## 학력
- 부평고등학교 (졸업)
- 경기대학교 연기학과 (졸업)

## 출연작

### 영화
- 《오케이! 마담》 (2020년) - 대학생 손님 역
- 《악질경찰》 (2019년) - 의경 1 역
- 《손의 무게》 (2017년) - 지훈 역
- 《신과함께: 죄와 벌》 (2017년) - 수홍부대원 2 역
- 《연애경험》 (2016년) - 서인우 역

### 드라마
- 《엄마친구아들》 (2024년, tvN) - 강단호 역
- 《우연일까?》 (2024년, tvN) - 방준호 역
- 《플레이어 2 : 꾼들의 전쟁》 (2024년, tvN) - 김수찬 역
- 《소용없어 거짓말》 (2023년, tvN) - 조득찬 역
- 《내일》 (2022년, MBC) - 임륭구 역
- 《지리산》 (2021년, tvN) - 이세욱 역
- 《마녀식당으로 오세요》 (2021년, TVING) - 안성호 역
- 《너는 나의 봄》 (2021년, tvN) - 박호 역
- 《월간 집》 (2021년, JTBC) - 장찬 역
- 《스위트홈》 (2020년, Netflix) - 해랑 역
- 《KBS 드라마 스페셜 - 모단걸》 (2020년, KBS2) - 남우진 역
- 《메모리스트》 (2020년, tvN) - 오세훈 역
- 《VIP》 (2019년, SBS) - 김민기 역
- 《싸이코패스 다이어리》 (2019년, tvN) - 주영민 역
- 《KBS 드라마 스페셜 - 감전의 이해》 (2019년, KBS2) - 박강솔 역
- 《멜로가 체질》 (2019년, JTBC) - 이효봉 역
- 《검색어를 입력하세요 WWW》 (2019년, tvN) - 계획사 팀장 역
- 《은주의 방》 (2018년, O'live) - 양재현 역
- 《여우각시별》 (2018년, SBS) - 보안검색 요원 역
- 《미스터 션샤인》 (2018년, tvN) - 학도병 역
- 《최고의 한방》 (2017년, KBS2) - 형사 역
- 《비밀의 숲》 (2017년, tvN) - 민성 역
- 《무궁화 꽃이 피었습니다》 (2017년, KBS1) - 음주운전 범인 역
- 《우리 갑순이》 (2016년, SBS) - 알바생 역
- 《기억》 (2016년, tvN) - 조연출 역

### 뮤지컬
- 《찰리찰리》 - 찰리 역
- 《여신님이 보고 계셔》 - 류순호 역
- 《은밀하게 위대하게》 - 리해진 역
- 《달을 품은 슈퍼맨》 - 도현 역

### 연극
- 《히스토리 보이즈》 - 락우드 역
- 《일어나 비추어라》 - 이찬웅 역

### 뮤직비디오
- 10cm - HELP